# 井上十吉
井上 十吉（いのうえ じゅうきち、文久2年10月28日（1862年12月19日） - 昭和4年（1929年）4月7日）は、明治期の英語学者、和英辞典編纂者、官吏。ヘボンの影響を脱した最初の和英辞典である『新訳和英辞典』を完成させた。
曽孫に井上真紀(歌手)。

## 経歴

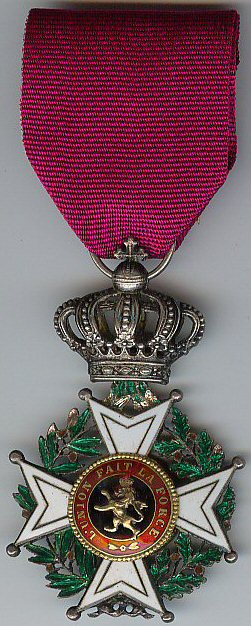
レオポール勲章シュヴァリエ章（ベルギー）

阿波国徳島藩に井上高格の次男として生まれ、藩主の命により江戸に出て明治4年（1871年）慶應義塾に入学（『慶應義塾入社帳」第一巻487頁）。同塾卒業後の明治6年（1873年）、旧藩主蜂須賀茂韶に選抜された7人の留学生の1人として随行し、イギリスに渡る。ロンドン大学に進みキングス・カレッジで冶金学を治め、明治16年（1883年）帰国し、翌年、東京大学理学部で実験助手、第一高等中学校、学習院、高等師範学校、東京高等商業学校などで英語教師となり、明治27年（1894年）に外務省の翻訳官に転じた。教え子には、神保格、渡辺半次郎、佐川春水がいる。
明治31年（1898年）には、公使館2等書記官になりベルギー、アメリカ合衆国、スウェーデン等、西欧各国に駐在。大正7年（1918年）に著述に専念するために退官し、大正4年（1915年）9月10日に『井上英和大辞典』を編纂。大正10年（1921年）1月2日には『井上和英大辞典』を編纂するなど10余種の辞典を作成した他、初めての英語教科書を発行した。「英語講義録」による通信教育を日本で初めて試みた。また、日本文化の海外紹介にも努め、英訳『仮名手本忠臣蔵』などの翻訳も多数手がけた。

## 栄典
- 1900年（明治33年）6月30日 - 勲六等瑞宝章[2]
- 1918年（大正7年）2月16日 - 従四位[3]

外国
- 1900年（明治33年）4月6日 - ベルギー共和国シュワリエー・ド・ロルドルド・レオポール勲章（フランス語版、ドイツ語版）[4]

## 著作
- 『和尺牘書法』、吉岡商店、1887年。
- 『中等応用会話』松田晋斎 編、井上十吉 校閲、ミューゼアム会、1892年。
- 『ロングマンスリーダー』講述、成美堂、1898年9月。第3版第4註釈。
- 『英語難問一千題詳解』成美堂、1899年。
- 『英語質疑応答詳解』井上十吉 応答 ほか、成美堂、1899年。
- 『井上英文典』金港堂、1904年。
- 『和英辞典 : 新訳』井上十吉 編、三省堂、1909年。
- 『Home life in Tokyo』古作勝之助、1910年。
- 『井上和文英訳』至誠堂書店、1917年。
- 『井上英語講義録規則及講義見本』講述、井上通信英語学校、1926年。
- 『Inouye's English correspondence school readers』third reader（第3巻）、井上通信英語学校、1926年。